# Pluim (bloeiwijze)

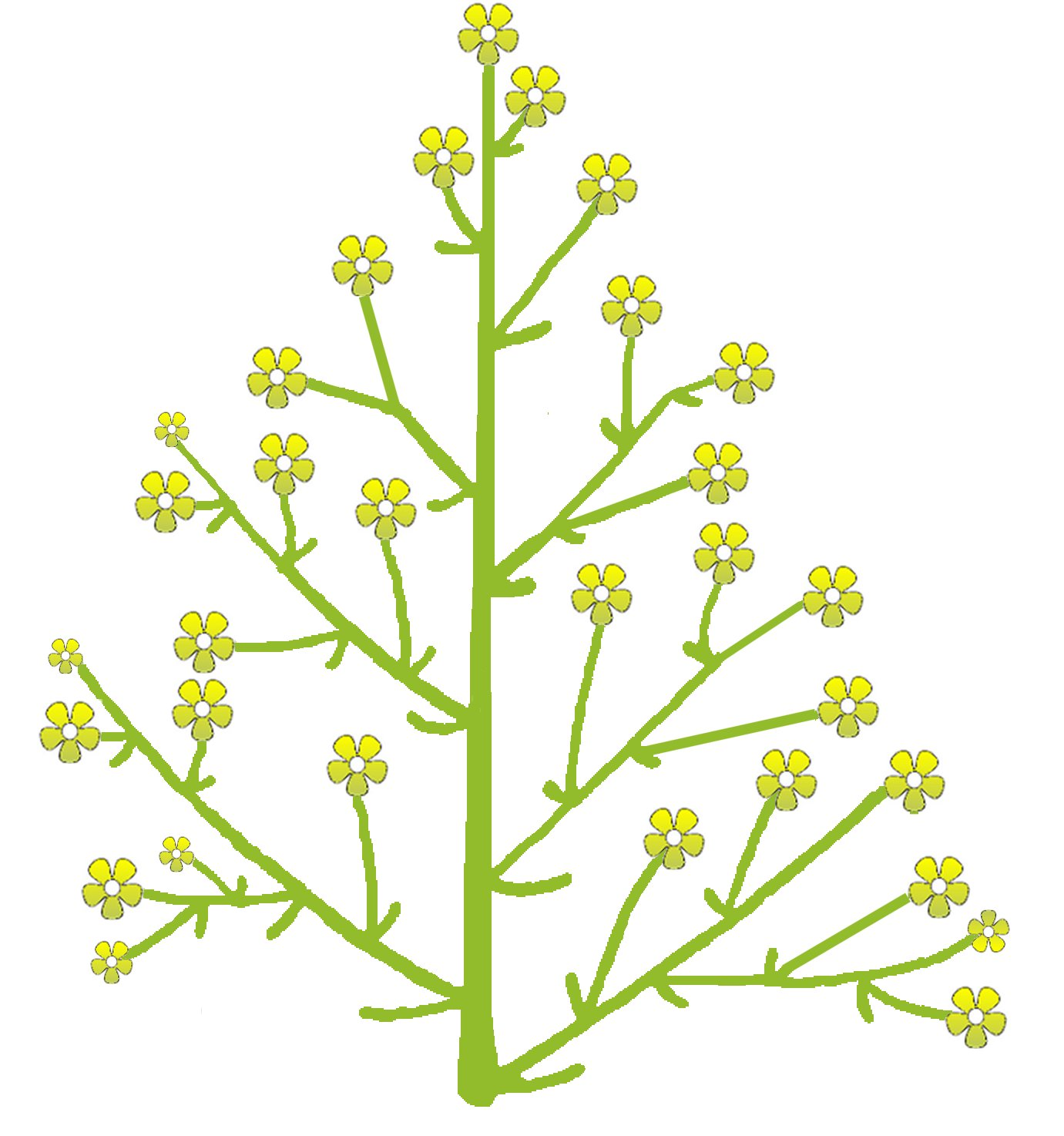
pluim

Een pluim (panicula) is een bloeiwijze met een spil, een lange hoofdas, met vertakte zijassen, die dichter bij de top van de bloeiwijze meestal korter en minder vertakt zijn en ieder een verdere bloemtros met bloemen dragen. Een voorbeeld is de bloeiwijze van de sering. In ruimere zin elke samengestelde vertakte bloeiwijze, zoals de synflorescenties bij grassen en cypergrassen.
Vele grassen hebben als bloeiwijze de pluim. Soms zijn de aartjes zeer kort gesteeld en vormen dan samen een dichte, smalle aarpluim, zoals bij de grote vossenstaart. Soms zijn ze ook iets langer gesteeld, zoals bij het kamgras.

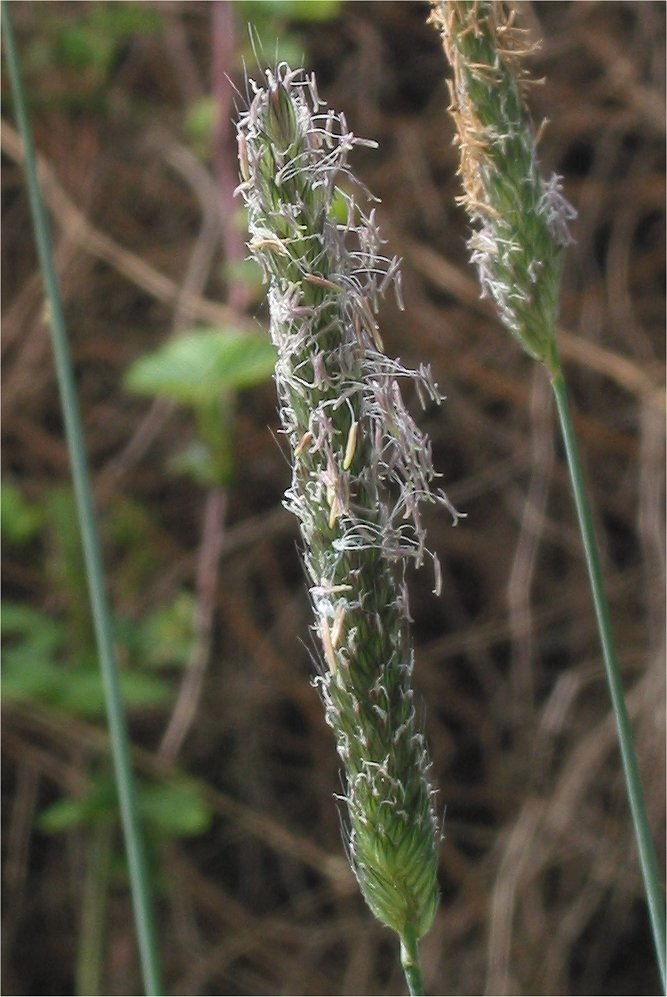
aarpluim van Grote vossenstaart
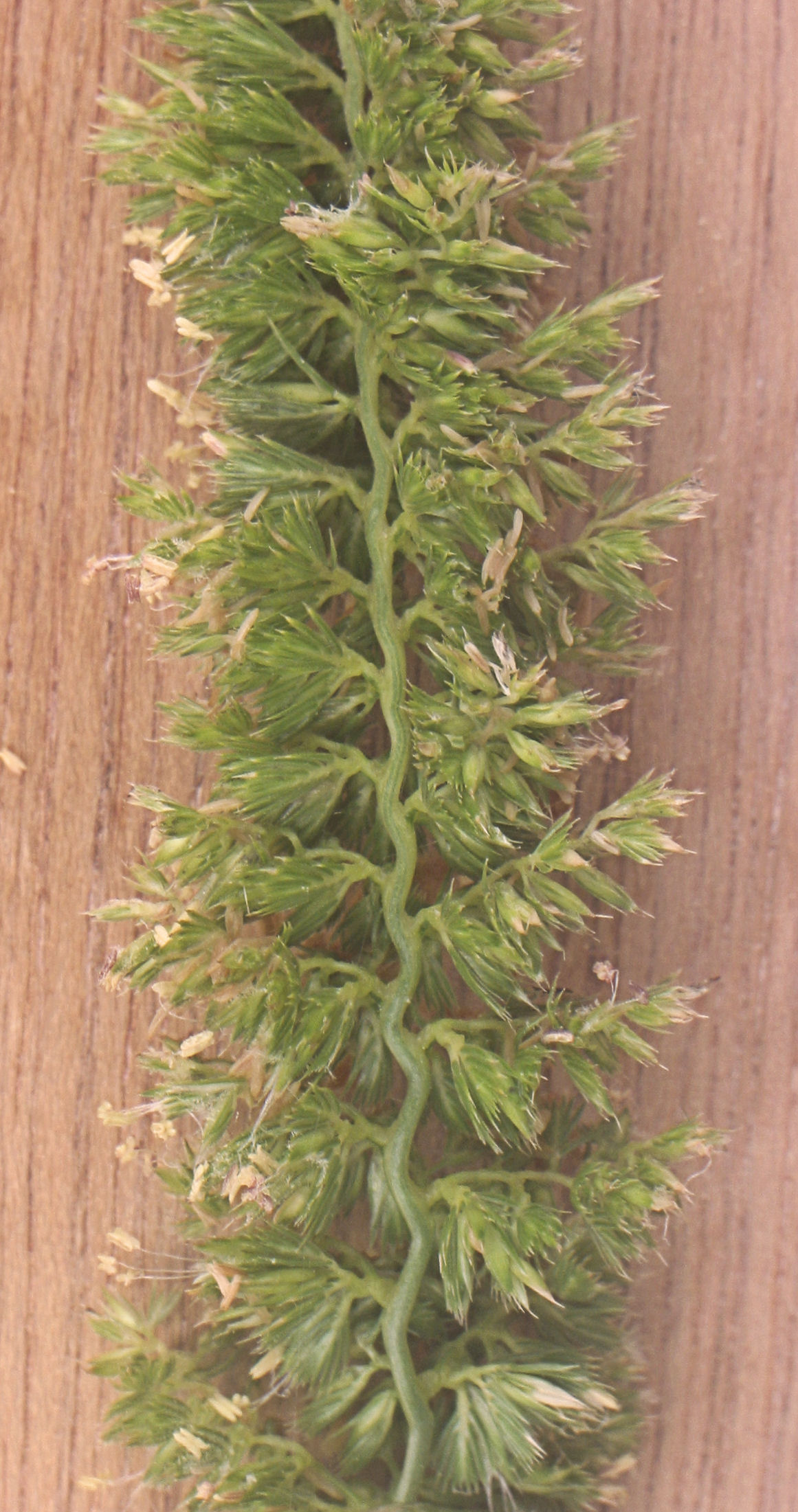
aarpluim van kamgras
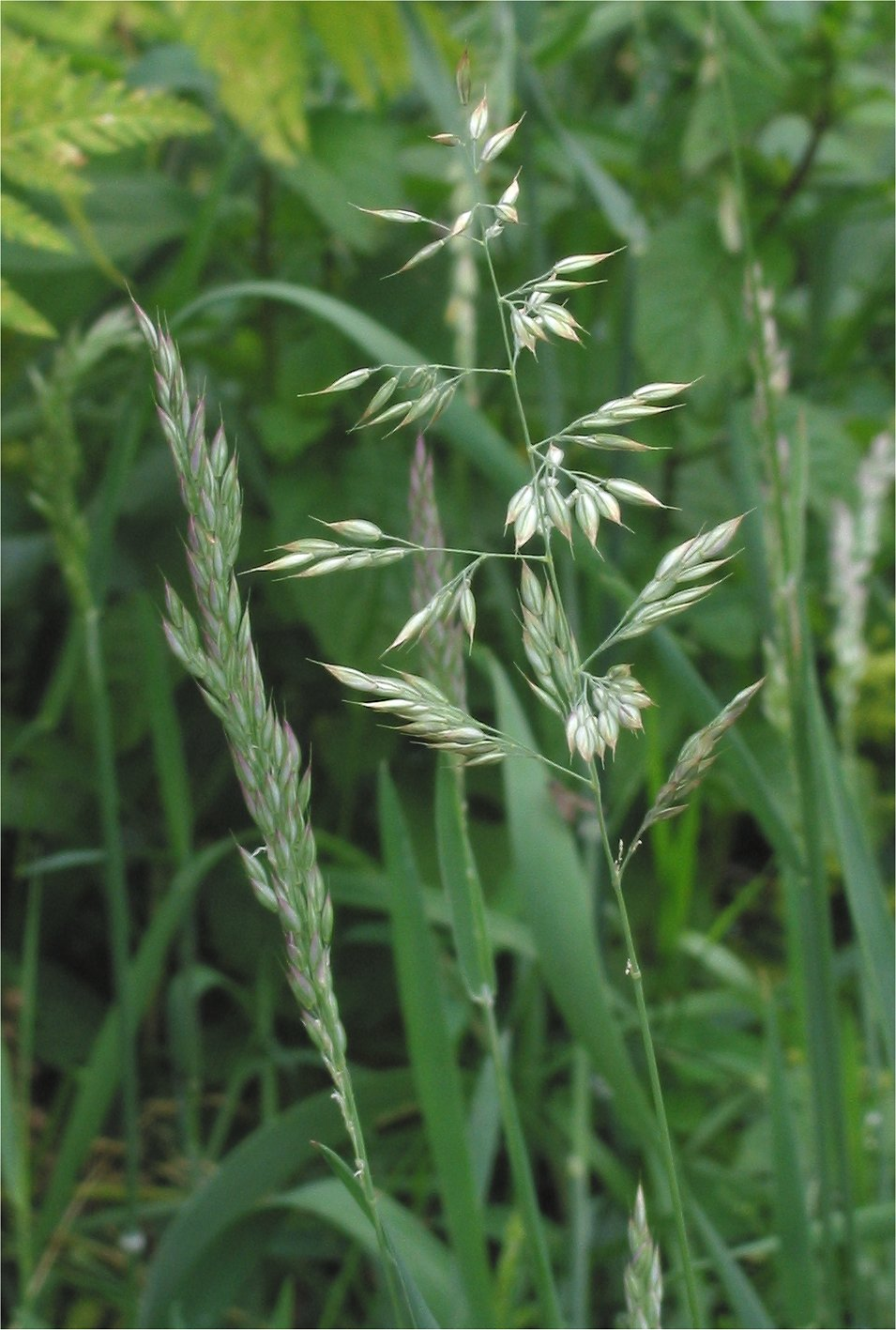
pluim van gladde witbol
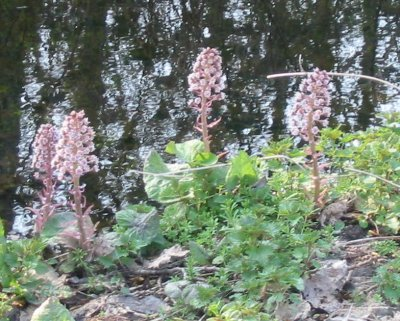
pluim met hoofdjes bij groot hoefblad